# Mikhail Kolyushev
Mikhail Ivanovich Kolyushev (em russo:  Михаил Иванович Колюшев; Duxambé, 28 de abril de 1943 – 9 de junho de 2024) foi um ciclista tajiquistanês.

## Carreira olímpica
Nos Jogos Olímpicos da Cidade do México 1968, Kolyushev competiu na prova de perseguição por equipes (4 000 m) para a equipe soviética e terminou em quarto lugar.

## Morte
Kolyushev morreu no dia 9 de junho de 2024, aos 81 anos.